# 凯特·罗伯特肖
凯特·罗伯特肖（英語：Kate Robertshaw，1990年9月13日—），英格蘭女子羽毛球運動員。

## 簡歷
凯特·罗伯特肖11歲時，在夏令營期間初次接觸羽毛球運動，自此便愛上這項運動，並開始接受專業的訓練。
2013年8月，凯特·罗伯特肖參加中國廣州舉行的世界羽毛球錦標賽，與希瑟·奥利弗出戰女子雙打項目，首圈以2-0淘汰中華台北選手晉級，但在第二圈就以0比2（10-21、15-21）不敵16號種子、韓國的高我羅/柳海媛出局。

## 主要比賽成績
只列出曾進入準決賽的國際賽事成績：
| 年份   | 賽事                     | 公開賽級別 | 項目     | 拍檔        | 成績   |
| ------ | ------------------------ | ---------- | -------- | ----------- | ------ |
| 2007年 | 歐洲青年羽毛球錦標賽     | 其他       | 混合團體 | －          | 冠軍   |
| 2009年 | 歐洲青年羽毛球錦標賽     | 其他       | 混合團體 | －          | 準決賽 |
| 2012年 | 西班牙羽毛球公開賽       | 國際挑戰賽 | 女子雙打 | 加布里·怀特 | 準決賽 |
| 2012年 | 捷克羽毛球國際賽         | 國際挑戰賽 | 女子雙打 | 希瑟·奥利弗 | 冠軍   |
| 2012年 | 荷蘭羽毛球大獎賽         | 大獎賽     | 女子雙打 | 希瑟·奥利弗 | 準決賽 |
| 2012年 | 瑞士羽毛球國際賽         | 國際挑戰賽 | 女子雙打 | 希瑟·奥利弗 | 冠軍   |
| 2013年 | 西班牙羽毛球公開賽       | 國際挑戰賽 | 女子雙打 | 希瑟·奥利弗 | 冠軍   |
| 2013年 | 碧特博格羽毛球黃金大獎賽 | 黃金大獎賽 | 女子雙打 | 希瑟·奥利弗 | 準決賽 |
| 2014年 | 英聯邦運動會羽毛球比賽   | 其他       | 混合團體 | －          | 銀牌   |
| 2014年 | 威爾斯羽毛球國際賽       | 國際挑戰賽 | 女子雙打 | 苏菲·布朗   | 亞軍   |
| 2014年 | 愛爾蘭羽毛球公開賽       | 國際挑戰賽 | 女子雙打 | 苏菲·布朗   | 準決賽 |
| 2015年 | 瑞典羽毛球大師賽         | 國際挑戰賽 | 女子雙打 | 苏菲·布朗   | 亞軍   |
| 2015年 | 威爾斯羽毛球國際賽       | 國際挑戰賽 | 女子雙打 | 苏菲·布朗   | 準決賽 |
| 2016年 | 瑞典羽毛球大師賽         | 國際挑戰賽 | 女子雙打 | 苏菲·布朗   | 準決賽 |

| 2007-2017年 | 首要超級賽 | 超級賽 | 黃金大獎賽 | 大獎賽 | 國際挑戰賽 | 國際系列賽 | 未來系列賽 | 其他 |

| 2018-2026年 | 總決賽 | 超級1000賽 | 超級750賽 | 超級500賽 | 超級300賽 | 超級100賽 | 國際挑戰賽 | 國際系列賽 | 未來系列賽 | 其他 |

### 奧運會和世錦賽參賽紀錄
|          | 搭檔        | 2013 | 2014        | 2015 |
| -------- | ----------- | ---- | ----------- | ---- |
| 女子雙打 | 希瑟·奥利弗 | 32強 | 48強 (退賽) | －   |
| 女子雙打 | 苏菲·布朗   | －   | －          | 48強 |